# 2023 FIFA女子ワールドカップ・決勝
2023 FIFA女子ワールドカップ・決勝は、2023 FIFA女子ワールドカップの決勝戦であり、2023年8月20日にオーストラリアのシドニーにあるスタジアム・オーストラリアで行われた。スペインがイングランドを1-0で破り、初優勝を果たした。

## 背景
決勝に進出したのはスペインとイングランドというUEFAから出場の2チーム。準決勝に勝ち残ったスペイン・スウェーデン・オーストラリア・イングランドはいずれもFIFA女子ワールドカップでの優勝経験が無く、この時点でアメリカ・ノルウェー・ドイツ・日本に次ぐ5ヶ国目の優勝チームが誕生することが決まっていた。
スペインは前々回の2015年カナダ大会が初出場で、前回2019年フランス大会のベスト16がこれまでの最高成績。一方のイングランドも2015年カナダ大会の3位が最高成績で、両チームとも初の決勝進出である。
両者の公式戦での対戦は2022年7月20日にイングランド・ファルマー・スタジアムで行われたUEFA欧州女子選手権2022 (UEFA Women's Euro 2022) 準々決勝での対戦が唯一で、この時は延長戦の末2-1でイングランドが勝利している。

## 会場
2021年3月31日、スタジアム・オーストラリアが決勝戦の会場に選ばれた。2000年シドニーオリンピック開催のために1999年3月に建築され、収容人員は83,500人である。シドニーオリンピックの男子サッカーの決勝戦やAFCアジアカップ2015の会場となったほか、ラグビー、クリケット、オーストラリアンフットボールなどのスポーツ大会やコンサートの会場として使われている。

## 準決勝までの戦い
| 順 | チーム     | 試 | 点 |
| -- | ---------- | -- | -- |
| 1  | 日本       | 3  | 9  |
| 2  | スペイン   | 3  | 6  |
| 3  | ザンビア   | 3  | 3  |
| 4  | コスタリカ | 3  | 0  |

| 順 | チーム         | 試 | 点 |
| -- | -------------- | -- | -- |
| 1  | イングランド   | 3  | 9  |
| 2  | デンマーク     | 3  | 6  |
| 3  | 中華人民共和国 | 3  | 3  |
| 4  | ハイチ         | 3  | 0  |

## 試合前
2023年8月18日、FIFAは決勝戦の主審にアメリカのトリ・ペンソを指名した。準決勝のオーストラリア対イングランド戦から引き続いての主審となり、女子ワールドカップでは初めて、男子ワールドカップを含めても3人目となる「同一大会で準決勝と決勝の主審を務めた人物」となった。副審2名もアメリカからのチームとなり、第4の審判には日本の山下良美が選ばれた。
試合に先立って、大会の閉会セレモニーが行われ、オーストラリアの儀式である「ウェルカム・トゥ・カントリー」と、トーンズ・アンド・アイによるパフォーマンスが行われ、選手入場前のトロフィープレゼンターは2011年大会、2015年大会のファイナリスト宮間あやが務めた。

## 結果
| スペイン        | 1 - 0    | イングランド |
| --------------- | -------- | ------------ |
| - カルモナ 29分 | レポート |              |

| スペイン | イングランド |

| GK                 | 23 | カタ・コイ             |      |      |
| RB                 | 2  | オナ・バジェ           |      |      |
| CB                 | 4  | イレーネ・パレデス     |      |      |
| CB                 | 14 | ライア・コディナ       |      | 73分 |
| LB                 | 19 | オルガ・カルモナ       |      |      |
| DM                 | 3  | テレサ・アベジェイラ   |      |      |
| CM                 | 6  | アイタナ・ボンマティ   |      |      |
| CM                 | 10 | ジェニフェル・エルモソ |      |      |
| RF                 | 17 | アルバ・レドンド       |      | 60分 |
| CF                 | 18 | サルマ・パラジュエロ   | 78分 |      |
| LF                 | 8  | マリオナ・カルデンテイ |      | 90分 |
| 控え選手:          |    |                        |      |      |
| DF                 | 12 | オヤネ・エルナンデス   |      | 60分 |
| DF                 | 5  | イバナ・アンドレス     |      | 73分 |
| FW                 | 11 | アレクシア・プテジャス |      | 90分 |
| 監督:              |    |                        |      |      |
| ESP ホルヘ・ビルダ |    |                        |      |      |

| GK                       | 1  | メアリー・アープス         |      |      |
| CB                       | 16 | ジェス・カーター           |      |      |
| CB                       | 6  | ミリー・ブライト           |      |      |
| CB                       | 5  | アレックス・グリーンウッド |      |      |
| RWB                      | 2  | ルーシー・ブロンズ         |      |      |
| LWB                      | 9  | レイチェル・デイリー       |      | 46分 |
| CM                       | 8  | ジョージア・スタンウェイ   |      |      |
| CM                       | 4  | キーラ・ウォルシュ         |      |      |
| CM                       | 10 | エラ・トゥーン             |      | 87分 |
| CF                       | 23 | アレッシア・ルッソ         |      | 46分 |
| CF                       | 11 | ローレン・ヘンプ           | 55分 |      |
| 控え選手:                |    |                            |      |      |
| FW                       | 7  | ローレン・ジェームス       |      | 46分 |
| FW                       | 18 | クロエ・ケリー             |      | 46分 |
| FW                       | 19 | ベサニー・イングランド     |      | 87分 |
| 監督:                    |    |                            |      |      |
| NED サリナ・ヴィーフマン |    |                            |      |      |

| プレーヤー・オブ・ザ・マッチ: ESP オルガ・カルモナ 副審: USA ブルック・メイヨ USA キャスリン・ネスビット 第4審判: JPN 山下良美 第5公式: SUR ミジェンサ・レンシュ ビデオアシスタントレフェリー: NCA タチアナ・グスマン アシスタントVAR: NED ポル・ファン・ボーケル オフサイドVAR: BEL エラ・デ・ブリーズ サポートVAR: USA アルマンド・ビジャレアル |

|                | スペイン | イングランド |
| -------------- | -------- | ------------ |
| 枠内シュート数 | 5        | 3            |
| 枠外シュート数 | 5        | 4            |
| コーナーキック | 7        | 3            |
| ファウル数     | 9        | 15           |
| ポゼッション   | 60%      | 28%          |